# 希尔肯布罗克
希尔肯布罗克是德国下萨克森州的一个市镇。总面积11.12平方公里，总人口844人，其中男性443人，女性401人（2011年12月31日），人口密度76人/平方公里。